# Mokry opatrunek
Mokry opatrunek (ang. Wet Wrap Therapy, WWT) – rodzaj opatrunku stosowany w leczeniu chorób skóry, a w szczególności atopowego zapalenia skóry, egzemy, łuszczycy i liszaja płaskiego.

## Mechanizm działania
Uczucie świądu u chorej osoby znacząco zmniejsza się poprzez wystawienie skóry na działanie środowiska charakteryzującego się wilgotnością 100%, a następnie pozwala się na częściowe odparowanie wody, do poziomu wilgotności ok. 60%.
Parowanie wody stymuluje zakończenia włókien nerwowych odpowiedzialnych za odczucie zimna, co zmniejsza uczucie świądu przewodzonego drogą nerwów bólowych do ośrodkowego układu nerwowego. Stosowanie okładów metodą mokrych opatrunków ma również działanie wazokonstrykcyjne, przez co zmniejsza się rumień, jak również zahamowaniu ulega odpowiedź zapalna. Po kilkudniowej terapii mokrym opatrunkiem, gdy stan skóry znacząco się poprawi, należy przejść na metodę opatrunków suchych. Częstotliwość stosowania mokrych opatrunków powinna być uzgodniona z lekarzem specjalistą.